# Руснак Лариса Омелянівна
Лари́са Омеля́нівна Русна́к (нар. 28 січня 1962, м. Подільськ, Одеська область) — українська акторка театру, кіно та дубляжу, телеведуча, провідна майстриня сцени Київського національного академічного драматичного театру імені Івана Франка. Народна артистка України (2015).

## Життєпис
Народилася 28 січня 1962 року у місті Подільськ Одеської області.
У 1983 році закінчила Київський державний інститут театрального мистецтва імені Івана Карпенка-Карого (курс Михайла Карасьова).
З 1983 року актриса Київського Національного українського театру ім. Івана Франка.
Активно займається дубляжем і озвученням зарубіжних фільмів та серіалів, співпрацює з театром «Актор».
Серед робіт в театрі «Актор»: У. Гібсон «Гітель і Джеррі», А. Николаї «Іграшка для мами».
Знімається в кіно. Зокрема головні ролі зіграла у фільмі «Вітчим» (Ганна, мама Шури), «Право на захист» (Ніна), «Попіл Фенікса» (Мара). Грала також у фільмі «Украдене щастя» (Задорожна, мати Толіка), телесеріалах «День народження Буржуя» (Зіна), «Тільки кохання» та ін.
У 2009 році нагороджена срібною медаллю Національної Академії мистецтв України за значні наукові та творчі досягнення в галузі художньої культури, вагомий внесок у розвиток національного мистецтва.
У 2015 році Лариса Омелянівна удостоєна звання Народної артистки України.
З 2001 по 2019 рік була ведучою програми «Лото Забава» на телеканалах «1+1» та «ICTV».
У 2003 році на цьому ж телеканалі була ведучою інформаційної програми «Факти».
А з 2014 по 2015 рік була ведучою програми «Факти тижня. Нічна варта» на тому ж телеканалі.
Нагороджена орденом княгині Ольги III ступеня (2020). 
Впродовж певного періоду життя, зі слів актора Київського академічного обласного музично-драматичного театру ім П.К. Саксаганського Вдовики Романа Володимировича, вона перебувала з ним в шлюбі.

## Ролі в театрі
Національний академічний драматичний театр імені Івана Франка
Київський академічний театр юного глядача на Липках
- 2019, 5 червня — «Кураж» Олексія Скляренка за мотивами п’єси «Матінка Кураж та її діти» Бертольда Брехта; реж. Олексій Скляренко — матінка Кураж[6].

## Фільмографія
- «День народження Буржуя» (1999—2001)
- «Мийники автомобілів» (2000)
- «Під дахам великого міста» (2002)
- «Право на захист» (2002)
- «Попіл Фенікса» (2004)
- «Украдене щастя» (2004)
- «Непрямі докази» (2005)
- «Новий російський романс» (2005)
- «Битва божих корівок» (2006)
- «Золоті хлопці-2» (2006)
- «Перше правило королеви» (2006)
- «Пороки та їхні прихильники» (2006)
- «Ворог номер один» (2007)
- «Рік золотої рибки» (2007)
- «Маша і море» (2007)
- «Вітчим» (2007)
- «Серцю не накажеш» (2007)
- «Моя прекрасна нянька» (2008)
- «Незамотні» (2008)
- «Ой, матусі…» (2008)
- «Казка про чоловіка та жінку» (2008)
- «Хороші хлопці» (2008)
- «Акула» (2009)
- «День переможених» (2009)
- «Її серце» (2009)
- «Лабіринти брехні» (2009)
- «Право на помилування» (2009)
- «Снігур» (2009)
- «Третього не дано» (2009)
- «Брат за брата» (2010)
- «Тільки кохання» (2010)
- «Доставити за будь-яку ціну» (2011)
- «Кульбабка» (2011)
- «Темні води» (2011)
- «Чемпіони з підворіття» (2011)
- «Ящик Пандори» (2011)
- «Жіночий лікар» (2012)
- «Лекції для домогосподарок» (2012)
- «Порох і дріб» (2012)
- «Дворняжка Ляля» (2014)
- «Лабіринти долі» (2014)
- «Манекенщиця» (2014)
- «Чоловік на годину» (2014)
- «Остання електричка» (2014)
- «Безсмертник» (2015)
- «Два плюс два» (2015)
- «Полон» (2015)
- «Друге життя» (2016)
- «Команда» (2016)
- «На лінії життя» (2016)
- «Клянуся кохати тебе вічно» (2017)
- «Стрімголов» (2017)
- «Лікар Ковальчук» (2018)
- «Вище тільки кохання» (2018)
- «За вітриною» (2018)
- «За три дні до кохання» (2018)
- «Кохання під мікроскопом» (2018)
- «Віддай мою мрію» (2018)
- «Прислуга» (2018)
- «Сувенір з Одеси» (2018)
- «У минулого в боргу!» (2018)
- «Чужі рідні» (2018)
- «З вовками жити…» (2019)
- «Місто закоханих» (2019)
- «Передчуття» (2019)
- «Вітер зі сходу» (2019)
- «Сімейний портрет» (2020)
- «Колір пристрасті» (2020)
- «Козаки. Абсолютно брехлива історія» (2020)
- «Із зав'язаними очима» (2020)
- «Мертві лілії» (2021)
- «Грім серед ясного неба» (2021)
- «Ляльковий дім» (2022)
- «На власні очі» (2023)
- «Мирний-21» (2023)
- «Продовження роду» (2023)
- «Сімейний консультант» (2023)
- «Шлях поколінь» (2023)
- «Впізнай мене» (2024)

## Дублювання та озвучення
Сотні ролей українською та російською для студій та телеканалів «1+1», «Le Doyen», «Постмодерн» та інших.

## Нагороди й номінації
| Рік                                   | Категорія                                     | Робота               | Результат |
| ------------------------------------- | --------------------------------------------- | -------------------- | --------- |
| Національна кінопремія «Золота дзиґа» |                                               |                      |           |
| 2018                                  | Найкраща жіноча роль другого плану            | Стрімголов           | Номінація |
| 2019                                  | Найкраща жіноча роль другого плану            | Січень — березень    | Номінація |
| 2023                                  | Найкраща жіноча роль другого плану            | Із зав'язаними очима | Перемога  |
| Київська пектораль                    |                                               |                      |           |
| 2006                                  | Найкраще виконання жіночої ролі другого плану | Соло-мія             | Перемога  |
| 2015                                  | Найкраще виконання жіночої ролі               | Гітель і Джеррі      | Номінація |